# Водороина
Водороина — одна из полых форм эрозионного рельефа, которая нередко возникает как углубление на склонах оврагов, насыпей и т. п. Имеет пространственную величину от нескольких десятков сантиметров до двух-трёх метров, возникает главным образом в результате струйчатого размыва материнской породы после снеготаяния или ливней. По факту представляя из себя начальную стадию эрозионного размыва почвы, имеет свойство собирать сточные воды, интенсифицируя таким образом локальное разрушение пород.
Как правило, водороины, ввиду своих небольших размеров, поддаются заравниванию с помощью строительной и сельскохозяйственной техники, иначе, при своём дальнейшем развитии, они могут превращаться в промоины или овраги.